# EvoShield
EvoShield — американський бренд, який спеціалізується на захисному спорядженні. Деякі вироби EvoShield - це зап'ястя, захисти для ліктя, а також захисники для ребер і серця для бейсболу, гри в футбол (gridiron football), гри в лакрос та софтбол.
EvoShield запатентувала технологію «Gel-to-Shell», матеріал, який реагує з елементами в повітрі і перетворює виріб із м'якого, формувального матеріалу в тверду і міцну оболонку. У жовтні 2016 року компанію придбала компанія Wilson Sporting Goods Co., дочірня компанія Amer Sports Corporation. Вілсон в даний час виробляє і продає високі рукавички продуктивності, бити, обмундирування, одяг, захисне спорядження, аксесуари та обладнання розвитку гравця і інструменти навчання через Wilson Ball Glove, Louisville Slugger, DeMarini і АТЕК бренди. Компанія продає продукцію фірми EvoShield через свій підрозділ бейсболу та софтболу. Wilson продаватиме EvoShield як самостійний бренд, подібно до того, як продається сьогодні.

## Історія
EvoShield була створена в 2006 році  під назвою All Sports Armor. Первинний досвід був отриманий хіміком, кардіологом та групою колишніх колегіальних та професійних спортсменів. Після двох років великих досліджень, проектування, польових та лабораторних випробувань, засновники випустили свій захист, що розподіляє вплив, у 2007 році. Бренд зазнав значного зростання з моменту свого створення, і в даний час його підтримують кілька відомих спортсменів. У 2010 році EvoShield збільшив свою популярність завдяки сильній присутності на роздрібному ринку. Продукція широко доступна у таких роздрібних торгових точках спортивних товарів, як Dick's Sporting Goods, The Sports Authority, Hibbett Sports, Sport Chalet та Academy Sports and Outdoors серед інших.

## Технологія
Захисні екрани EvoShield виготовлені з унікального пористого композиційного матеріалу, який твердне під впливом повітря. У міру затвердіння щити вони формуються до форми тіла спортсмена, створюючи спеціальний захисний захист. Матеріал починається м’яким і гнучким, але хімічні компоненти всередині гелеподібних прокладок починають твердіти, коли щитки виймаються з фольгованого пакета. Приблизно через 20–30 хвилин колись м’яка підкладка перетворюється на твердий захисний кожух, який постійно формується до потрібної форми.
Результати інтенсивного випробування на деформацію удару показали, що вироби EvoShield розсіюють силу удару краще, ніж пінопласт EVA та твердий пластик, найпоширеніші матеріали, що містяться у спортивному захисті. Результати, наведені нижче, є показниками деформації задньої поверхні. Деформація задньої поверхні - це ефект непроникаючого снаряда на задню грань ударної пластини. По суті, він вимірює, наскільки об’єкту дозволено виступати проти захисної поверхні. Ступінь допустимої деформації, встановленої NIJ, становить 44 мм.